# شوتو تودوروكي
شوتو تودوروكي (باليابانية: 轟 焦凍، بالروماجي: Todoroki Shōto)، والمعروف أيضًا باسمه الفردي شوتو (ショート Shōto)، وهو من الأبطال الخارقين وأحد الأبطال الرئيسيين في سلسلة مانغا أكاديمية بطلي، صُمم بواسطة كوهي هوريكوشي. كونه الطفل الوحيد الذي ورث كلاً من قدرات والديه إنديفور وري، غالبًا ما يظهر شوتو وهو مبتعد عن إخوته. بعد أن شهد شوتو كيف أساء إنديفور إلى والدته، بدأ شوتو بكره إنديفور ورفض استخدام قوته النارية بسبب ذلك، على الرغم من أنه بدأ في استخدامها بعد مواجهته ضد إيزوكو ميدوريا.
إن قدرة تودوروكي هي نصف جليد ونصف نار (Half-Cold Half-Hot 半冷半燃)، والتي تسمح له بإطلاق النيران من الجانب الأيسر من جسده وتجميد الأشياء من الجانب الأيمن من جسده. ومع ذلك، فإن هناك عيوب في الإفراط باستخدام أي من الجانبين. تلقى شوتو استقبالا إيجابيا من قبل النقاد، حيث أشاد الكثيرون بتطور شخصيته وأصوله في الأنمي.

## الخُلق والتصور
كان شوتو الطالب الرابع في الفصل 1-A الذي أنشأه هوريكوشي، حيث كان تسلسله بعد إيزوكو ميدوريا، وكاتسوكي باكوغو، وأوتشاكو أوراراكا. في الأساس، كان هوريكوشي ينوي بأن يكون مهرجان مدرسة ثانوية الأبطال الرياضي فقط لتطوير شخصية شوتو، على الرغم من أنه اضطر لاحقًا إلى توسيعه لمنح المزيد من الشخصيات فرصة ليكونوا في دائرة الشهرة.

## المظاهر

### فيأكاديميتي بطلي
شوتو هو أصغر ابن لكل من إنديفور (إنجي تودوروكي) وري تودوروكي. ومع ذلك، على عكس إخوته، كان شوتو هو الوحيد الذي ورث مراوغات إنديفور وري، والذي كان السبب الأساسي لإنديفور من الزواج بري، حيث أراد خليفة يمكنه هزيمة أول مايت. عندما كان شوتو طفلاً، أُخضع لتدريب بدني قاسٍ على يد إنديفور، فلقد كان يضرب شوتو بوحشية ليجعله أقوى. كما تعرضت والدته للإساءة من قبل زوجها، مما أدى إلى قيامها بسكب الماء المغلي على الجانب الأيسر من وجهه بعد أن غضبت، مما تسبب في ندبة على الجانب الأيسر من وجهه. أثرت هذه التجربة سلبًا على صحة شوتو العقلية ومشاعره تجاه والده، مما أدى إلى عزل نفسه عن أقرانه. بسبب هذا النفور من والده، رفض استخدام الجزء الناري من قدرته، أو الاختلاط مع زملاءه في الدراسة. لكن بعد معركته ضد إيزوكو ميدوريا في ثانوية الأبطال في المهرجان الرياضي، بدأ شوتو يشعر بالقبول لقواه النارية. مما جعله أيضًا أكثر اجتماعية نتيجة لقضاء المزيد من الوقت مع زملائه في الفصل.
إن قدرة سوتو هي نصف جليد ونصف نار، مما يسمح له بتجميد الأشياء من الجانب الأيمن من جسده وإطلاق النيران من الجانب الأيسر من جسده. بعد التغلب على التردد في استخدام قوى اللهب الخاصة به، بدأ يتعلم طرقًا مختلفة للجمع بين كلتا القوتين بشكل فعال. ومع ذلك، فإن الإفراط في استخدام صلاحياته قد يتسبب في إصابته بـ قضمة الصقيع أو ضربة شمس.
في المسلسل المقتبس عن الأنمي، عُبِّر عن صوت شوتو بواسطة يوكي كاجي باللغة اليابانية وديفيد ماترانجا باللغة الإنجليزية وخالد مولوي باللغة العربية. وفي أحد المسرحيات، قام ريو كيتامورا بتصوير شخصيته.

### وسائط أخرى
أُضيف شوتو إلى لعبة الفيديو المتقاطعة جامب فورس كشخصية من DLC في 26 من مايو 2020. في عرض ترويجي متقاطع مع المنتقمون: الحرب اللانهائية، حيث شارك شوتو بمحادثة قصيرة مع شخصية ثور.
أُضيف شوتو أيضًا كزي في لعبة من ألعاب فيديو مجانية وهي فورتنايت جنبًا إلى جنب مع إيجيرو كيريشيما ومينا أشيدو، أيضًا. كقوته الخارقة، والتي عُرضت كقدرة أسطورية في هذه اللعبة.